# Lawton (Oklahoma)
Lawton é uma cidade localizada no estado norte-americano de Oklahoma, no Condado de Comanche. Foi fundada em 6 de agosto de 1901.

## Geografia
De acordo com o United States Census Bureau, a cidade tem uma área de 209,9 km², onde todos os 209,9 km² estão cobertos por terra.

### Localidades na vizinhança
O diagrama seguinte representa as localidades num raio de 24 km ao redor de Lawton.

## Demografia
Segundo o censo nacional de 2010, a sua população é de 96 867 habitantes e sua densidade populacional é de 461,6 hab/km². É a quinta cidade mais populosa do estado. Possui 39 409 residências, que resulta em uma densidade de 187,78 residências/km².